# أنتوني هارجروف
أنتوني هارجروف (بالإنجليزية: Anthony Hargrove)‏ هو لاعب كرة قدم أمريكية أمريكي، ولد في 20 يوليو 1983 في بروكلين في الولايات المتحدة.

## وصلات خارجية
- أنتوني هارغروف على موقع مرجع كرة القدم المحترفة.كوم (الإنجليزية)